# 失恋33天 (电影)
《失恋33天》（英語：Love is Not Blind）是2011年由滕华涛导演的一部爱情喜剧电影，改编自鲍鲸鲸的同名网络小说《失恋33天》。影片投资为890万人民币。该片于2011年11月8日上映，上映7天已获得2亿元人民币的票房收入，连续在各大影院上映4周，票房定格在3.5亿人民币，成为了中国年度电影票房市场的最大“黑马”，同时也是中国最卖座的小成本电影之一。

## 故事情節
女主角黄小仙是一个27岁，对婚姻充满幻想的女人。但在她发现与其恋爱七年之久的男友，与她的闺蜜一起逛商场时，她无奈地选择了分手。在这一打击下，王小贱开始进入了她的生活，并帮她渡过了这一难关。最后王小贱与她坠入爱河，她终于找到了那个“永远不会离开她超过一米”的伴侣。

## 角色
| 演员           | 角色             | 香港配音       |
| 白百何         | 黄小仙           | 劉惠雲         |
| 文章           | 王一扬（王小賤） | 黃啟昌         |
| 张嘉译         | 大老王           | 潘文柏         |
| 王耀慶         | 魏依然           | 蘇強文         |
| 张子萱         | 李 可            | 何璐怡         |
| 郭京飞         | 陆 然            | 陳廷軒         |
| 曹翠芬         | 张玉兰阿姨       | 袁淑珍         |
| 魏宗万         | 陈书坤老师       | 黃子敬         |
| 海清           | 张玉兰阿姨(青年) | 魏惠娥         |
| 廖凡           | 陈书坤老师(青年) | 蕭徽勇         |
| 徐梵溪         | 小劉             | 張頌欣         |
| 李念           | 大提琴老师       |                |
| 焦俊艳         | 冯佳期           | 李潤知         |
| 艾茹           | 护士             |                |
| 叶倩云         | CICI             | 黃玉娟         |
| 刘琦           | 善良妹           | 梁少霞         |
| 邓安奇         | 广东仔           | 張方正         |
| 胡璇           | 小可             | 麥皓豐         |
| 赵毅           | 雄壮男           |                |
| 姚笛、李晨     | 客串分手情侣A组  | 曾秀清、李致林 |
| 马伊俐、陈羽凡 | 客串分手情侣B组  | 鄭麗麗、張錦江 |
| 张歆艺、张默   | 客串分手情侣C组  |                |
| 甘薇、彭冠英   | 想象男女甲组     |                |
| 李晓峰、乔大伟 | 想象男女乙组     |                |
| 刘天佐         | 八分钟微胖男白领 | 巫哲棋         |
| 肖飞           |                  |                |
| 梁镜珂         | 女白领A          |                |
| 丁嘉兰         | 女白领B          |                |

## 经典对白
- 大老王

|  | 芝麻大点事，什么心理素貭，二百五的脑子加林黛玉的心就是你！ |

|  | 现在的小男孩们，情义千斤，不敌胸脯四两！这就是一个喜新厌旧的物种，你丫寻死觅活的，对得起自己么？ |

|  | 你連人都沒生過，你拿什麽來質疑人生啊？ |

- 黄小仙

|  | 我们现在的关系，竟然是变得“没有关系”。等待那么不容易，伤害却那么轻而易举。 |

|  | 我突然明白了一個道理，這段感情裏，沒有人全身而退，我曾經是他的夢想，關於未來的每一幕裏，他都希望我的出現，而到了結尾時，我們通通慘敗，我毀掉的，是他關於我的這個夢想；而他欠我的，是一個本來承諾好的世界。 |

|  | 我知道，市面上的好青年還有很多，一定有一個人，幽默而不做作，溫柔而不鹹濕，相貌不用多端莊，但隨便一笑，便能擊中我心房。茫茫人海活躍著這麼多的怪胎，難道還容不下這樣一個人存在？ |

|  | 尤瑟纳尔说过一句我一直觉得无比刻薄但又无比精准的话：世上最肮脏的，莫过于自尊心。此刻我突然意识到，即便肮脏，余下的一生，我也需要这自尊心的如影相随。 |

|  | 我不再要那一擊即碎的自尊，我的自信也全部是空穴來風，我能讓你看到我現在有多卑微，你能不能原諒我？ |

- 王小贱

|  | 何必这么看不开，不过是失个恋。 |

|  | 放開她，嘛呢，嘛呢，我有沒有告訴過你，不要再糾纏黃小仙！什麼什麼意思，上班路上攔，下班家門口堵。不接你電話，你就改寫信，你丫夠古典的呀。平時也就算了，還鬧到這來，就算你不懂法，她旁邊還站著一喘氣兒的，你瞎啊指，指，指什麼指呀！大學老師沒教過你要尊重人啊，小學老師沒教過你，要懂文明，講禮貌啊。小仙為什麼和你分手，那點破事你心裡沒數啊。我們都懶得提了，你不害臊，小仙兒還替你丟人現眼呢。威脅我那，搶婚那，記錯日子了吧，今天不是我跟小仙兒辦事，我們倆辦事一定通知你，今天是別人的大喜日子，打個電話問問你爹媽，這麼做合適嗎？ |

## 主题曲
- 主题曲《情歌》[3]，词曲陈珊妮，演唱陈珊妮，收录于其2004年的专辑《后来，我们都哭了》。

## 票房
本片于2011年11月8日在中国大陆上映，首周六天收获1.89亿元，超越同期上映的好莱坞大片《铁甲钢拳》（5750万元）成为当周票房冠军，其中11月11日“光棍节”当天票房高达5500万元。次周收获9850万元蝉联周冠军。第三周收获4585万元，因被新片《东成西就2011》超越而屈居第二名。第四周、第五周分别位居票房榜第五名和第十名。至12月11日，票房累计达到3.49亿元。影片最终票房为3.52亿元人民币。
本片的香港票房为194万元港币。
| 上一届： 《猩球崛起》 | 2011年中国内地一周票房冠军 第46周（11月7日—11月13日） 第47周（11月14日—11月20日） | 下一届： 《东成西就2011》 |

## 荣誉
| 頒獎典禮             | 獎項             | 名單         | 結果 |
| -------------------- | ---------------- | ------------ | ---- |
| 第31届大众电影百花奖 | 最佳故事片       | 失戀33天     | 獲獎 |
| 第31届大众电影百花奖 | 最佳导演         | 滕华涛       | 提名 |
| 第31届大众电影百花奖 | 最佳男主角       | 文章         | 獲獎 |
| 第31届大众电影百花奖 | 最佳女主角       | 白百何       | 獲獎 |
| 第31届大众电影百花奖 | 最佳男配角       | 王耀庆       | 提名 |
| 第31届大众电影百花奖 | 最佳新人奖       | 张子萱       | 提名 |
| 第31届大众电影百花奖 | 最佳编剧奖       | 鲍鲸鲸       | 提名 |
| 第49届金马奖         | 最佳女主角       | 白百何       | 提名 |
| 第49届金马奖         | 最佳新演员       | 张子萱       | 提名 |
| 第49届金马奖         | 最佳改编剧本     | 鲍鲸鲸       | 獲獎 |
| 第49届金马奖         | 最佳摄影提       | 曹盾         | 提名 |
| 第49届金马奖         | 最佳电影原创音乐 | 丁薇、林朝阳 | 提名 |
| 第32届香港電影金像獎 | 最佳两岸华语电影 | 失戀33天     | 提名 |
| 第15届中国电影华表奖 | 优秀故事片       | 失戀33天     | 獲獎 |
| 第15届中国电影华表奖 | 优秀女演员       | 白百何       | 提名 |
| 第15届中国电影华表奖 | 优秀剧作（改编） | 鲍鲸鲸       | 提名 |

## 軼事
無獨有偶，有6名參演此電影的演員先後牽涉婚內出軌風波，分別為白百何、陳羽凡、姚笛、文章、馬伊琍以及張子萱。其中白百何於2017年被報導出軌搭上張愛朋，然而後來證實其在2015年就已與前夫陳羽凡離婚。文章於2014年被揭發背著其妻馬伊琍，與同樣參與此電影的姚笛發生婚外情。張子萱則與獄中的楊一柳尚未完成所有離婚手續就已與當時仍未揭發離婚的陳赫交往。